# Historia de la escritura

Marcas similares a la escritura dibujadas sobre caparazones de tortuga, descubiertos en la moderna Jiahu (China), datados hacia el 6000 a. C..

La historia de la escritura comprende los distintos sistemas de escritura que surgieron desde la Edad del Bronce (finales del IV milenio a. C.).

## Protoescritura

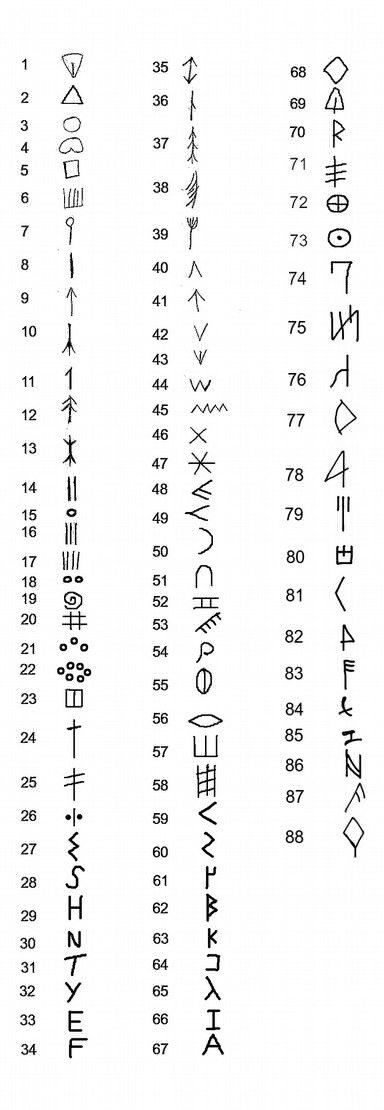
Signario de la Escritura Lineal Paleolítica (ELPA), compilado tras veinte años de catalogación de los registros de arte rupestre y grafismos usados durante el Paleolítico superior.

La protoescritura es la primera etapa de escritura, la escritura de aquel modo se inventó en Eurasia en el IV milenio antes de Cristo.
Los primeros sistemas de la escritura a finales del IV milenio a. C. no se consideran una invención espontánea, pues se fundamentan en viejas tradiciones de sistemas simbólicos que no se pueden clasificar como escritura en sí mismas, pero que sí comparten muchas características que recuerdan a aquella. Estos sistemas se pueden describir como protoescritura y utilizaban símbolos ideográficos y mnemónicos que podían transmitir información, si bien estaban desprovistos de contenido lingüístico directo. Estos sistemas aparecieron al principio del periodo neolítico, ya en el VII milenio a. C. si no antes (Kamyana Mohyla), en pleno Paleolítico Superior. Se ha observado el uso de tales signos lineales de una posible escritura lineal paleolítica no solo en la zona astur-cántabro-aquitana o franco-cantábrica, sino también en cuevas del sur de la península, concretamente en las cuevas de la Pileta y Nerja en Málaga. Destacan la escritura vincha, que muestra una evolución gradual a partir de símbolos sencillos desde el VII milenio, aumentando en complejidad durante el VI milenio y culminando en las Tablas de Tartaria (Rumanía) y las Tablas de Gradeshnitsa (Bulgaria), ambas del V milenio, con filas de símbolos cuidadosamente alineados que evocan la impresión de un «texto». La Tabla de Dispilio, de finales del VI milenio, es similar. Las escrituras jeroglíficas del antiguo Oriente medio (egipcia, protocuneiforme sumeria y cretense) nacen naturalmente de aquellos sistemas simbólicos, de manera que resulta difícil decir ―sobre todo porque poco se conoce acerca del significado de los símbolos― en qué momento preciso la escritura nace de la protoescritura.
En 2005 se descubrieron en China unos símbolos de la escritura Jiahu grabados sobre caparazones de tortuga que se dataron mediante radiocarbono en el VI milenio a. C. Los caparazones se encontraban enterrados junto a restos humanos en 24 tumbas neolíticas excavadas en Jiahu, provincia de Henan, al norte de China. Según algunos arqueólogos, la escritura de los caparazones presentaba similitudes con la escritura sobre huesos oraculares del II milenio a. C. Otros, sin embargo, rechazan esta afirmación por no estar suficientemente probada, argumentando que unos simples diseños geométricos, como los que aparecen en los caparazones de Jiahu, no se pueden relacionar con la primera escritura.
La escritura del Indo, del II milenio a. C. puede, de igual manera, constituir una protoescritura, quizás ya influenciada por el nacimiento de la escritura en Mesopotamia.

## Invención de la escritura

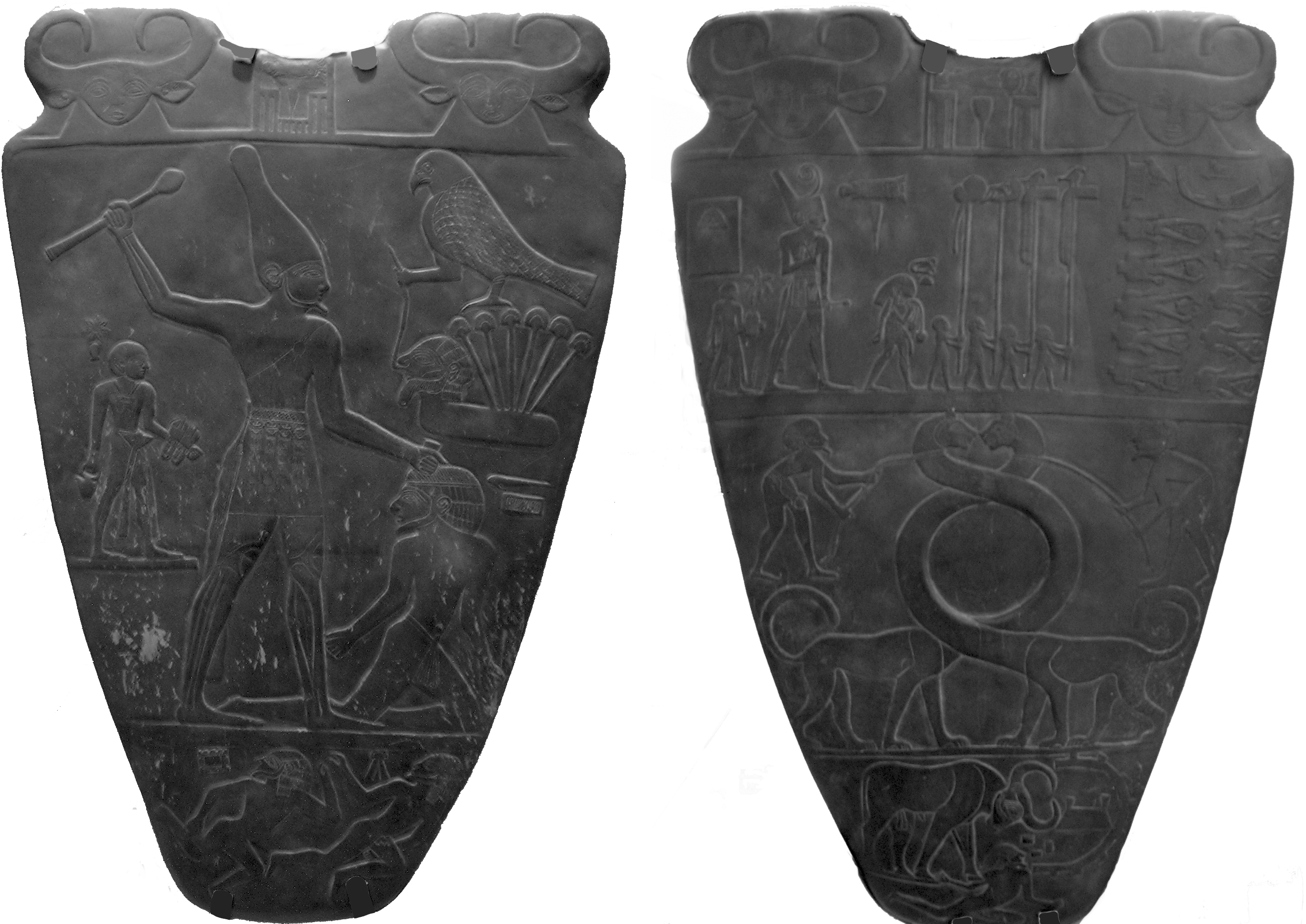
Paleta de Narmer en Hieracómpolis (antiguo Egipto), ca. 3100 a. C.

Por definición, la Historia comienza con los registros escritos. Los restos de la cultura humana sin la escritura constituye el ámbito de la prehistoria (véase La escritura y la historicidad más abajo). Sin embargo, el «origen de la escritura ha dejado de ser un misterio». En el antiguo Oriente Próximo, la evolución de la escritura fue un proceso originado por la práctica económica y la necesidad de llevar registros administrativos. La arqueóloga Denise Schmandt-Besserat determinó la conexión entre las «fichas» de arcilla sin categorizar previamente y la primera escritura conocida, el protocuneiforme.. En otras regiones, como la antigua China y Mesoamérica, surgieron otras escrituras independientes. En China, aparece ligada más bien a técnicas de adivinación, por lo que los factores por los cuales surgió la escritura en Oriente Próximo no siempre se extrapolan a otros lugares.
Centrándonos en la escritura de Mesopotamia, parece que las fichas de arcilla se utilizaban para representar bienes e incluso puede que unidades de tiempo empleado en el trabajo, haciéndose su número y sus tipos cada vez más complejos según avanzaba la civilización. Se alcanzó un alto grado de complejidad cuando se tuvo que manejar más de cien tipos distintos de fichas, y estaban envueltas con arcilla, con marcas que indicaban el tipo de fichas del interior. Estas marcas pronto reemplazaron a las fichas en sí y los envoltorios de arcilla se constituyeron, como puede demostrarse, en el prototipo de las tablillas de escritura sobre arcilla. Todo eso sugiere que el sistema de escritura mesopotámica original (ca. 3500 a. C.) deriva de este método de conservar operaciones y para finales del IV milenio a. C., ya se había transformado en el uso de un estilete de forma triangular que se presionaba sobre arcilla flexible (escritura cuneiforme). Así, la invención de los primeros sistemas de escritura es más o menos contemporánea con el principio de la Edad del Bronce en la última mitad del IV milenio a. C. en Sumeria.
Las primeras formas de escritura eran logográficas en naturaleza, basadas en elementos pictográficos e ideográficos. No obstante, a mitad del III milenio a. C. los sumerios habían desarrollado un anexo silábico para su escritura, reflejando la fonología y la sintaxis del idioma sumerio hablado. Esta escritura logo-silábica fue adoptada por hablantes acadios y eblaítas para sus propios idiomas y luego por los hititas y los ugaríticos.
Aunque es posible que la escritura egipcia sea un ejemplo de difusionismo transcultural de sus contemporáneos comerciales de Mesopotamia, los egipcios no tomaron prestados los símbolos escritos mesopotámicos. En su lugar, utilizaron su propia iconografía artística. Hay muestras de jeroglíficos egipcios arcaicos en la Paleta de Narmer del 3100 a. C. y aún mayor grado de elaboración se puede ver en los Textos de las Pirámides del III milenio a. C. En el sur de Egipto, Günter Dreyer descubrió registros de entregas de lino y aceite que, según la prueba del carbono, han sido datados entre el 3300 y el 3200 a. C., anteriores, pues, al periodo dinástico. Este hallazgo cuestiona la creencia extendida de que los primeros pueblos en escribir fueron los sumerios de Mesopotamia (actual Irak) en algún momento anterior al 3000 a. C.
También surgió en esta época una escritura protoelamita logográfica aún por descifrar, que evolucionó a un elamita lineal hacia finales del III milenio, que a su vez fue reemplazado por la escritura cuneiforme tomada del acadio.
La escritura del Indo apareció hacia el 2600 a. C. y sobrevivió al declive de la cultura del valle del Indo sobre el 1700 a. C. Sin embargo, todos los registros son muy breves y no está claro que fuera un sistema de escritura desarrollado a pleno.
La escritura china, que data del siglo XII a. C. (finales de la dinastía shang), era gráficamente independiente de las escrituras del Oriente Medio, aunque, como en el caso del egipcio, puede que el difusionismo transcultural haya tenido algún papel relevante, aunque no existe una evidencia de eso y tiende a pensarse que esta escritura tuvo un origen independiente de las desarrolladas en Oriente Medio y las regiones colindantes.
Las escrituras precolombinas datan del siglo V a. C. en Mesoamérica. Las más antiguas son la escritura zapoteca (c. 500 a. C.) y la escritura epiolmeca (c. 400 a. C.), seguida casi dos siglos después por la escritura maya, cuya mayor parte está escrita en choltí clásico. Las escrituras maya y epiolmeca están basadas en sílabas y tuvieron orígenes independientes de los del Viejo Mundo. La inscripción más antigua corresponde al bloque de Cascajal (c. 2900) que parece ser un antecesor antiguo de la escritura epiolmeca. El rongorongo de la Isla de Pascua, que en gran parte no ha sido descifrado pero parece una escritura real a juzgar por la distribución y la frecuencia de cada símbolo, tuvo un desarrollo independiente. Casi todos los sistemas de escritura del mundo actual descienden de la escritura china o de los alfabetos semíticos.

## Escritura de la Edad del Bronce
La escritura surgió por primera vez en una variedad de culturas diferentes en la Edad del Bronce, las primeras escrituras conocidas parecen haber sido logográficas o pictográficas. Este tipo de escrituras parecen haber aparecido de manera independiente en Oriente Próximo, Egipto, el Valle del Indo y antigua China. Las escrituras de Próximo oriente evolucionaron a sistemas cuneiformes basados en la representación de sonidos, por lo que dejaron de ser puramente logográficos. Las escrituras egipcia y china desarrollaron complementos fonéticos para facilitar la lectura de los signos logográficos.

### Escritura cuneiforme

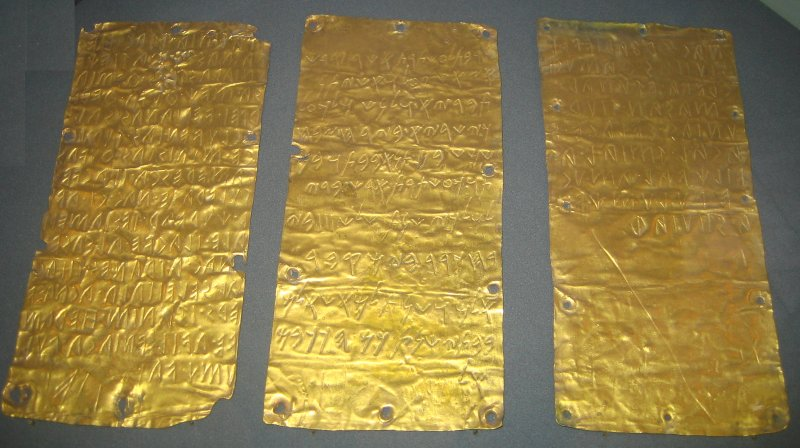
Láminas de Pirgi estratificado de oro que representa un tratado en los idiomas etruscos y fenicios en el Museo Nacional Etrusco, siglo IX a. C. El comienzo de la escritura con alfabeto latino.

El sistema de escritura sumerio original deriva de un sistema de fichas de arcilla que se utilizaban para representar registros de haberes y bienes. A finales del IV milenio a. C. ya había evolucionado hacia un método de contabilidad en el que se utilizaba un estilete redondeado que se imprimía sobre arcilla flexible con ángulos variables para grabar números. A este sistema se incorporó una escritura pictográfica utilizando un estilete afilado para indicar lo que se estaba contando. La escritura con estilete redondeado y estilete afilado se reemplazó poco a poco hacia el 2700-2500 a. C. por un estilete en forma de cuña (de ahí el término cuneiforme). A partir de cierto momento, la escritura cuneiforme se convirtió en un sistema de escritura de propósito general para los logogramas, las sílabas y los números usada en diferentes versiones para varias lenguas antiguas de Oriente Medio y Anatolia. A partir del siglo XXVI a. C., esta escritura se adaptó al idioma acadio y más tarde a otros como el hurrita y el hitita. Otras escrituras similares en apariencia a este sistema son el ugarítico y el antiguo persa.

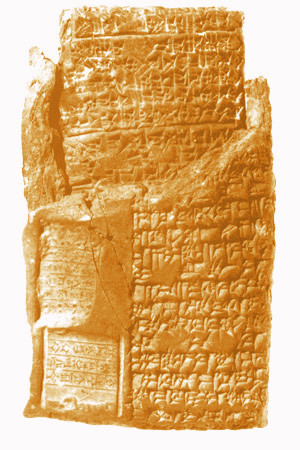
Tableta legal de Alalah en su envoltorio en babilonio medio.

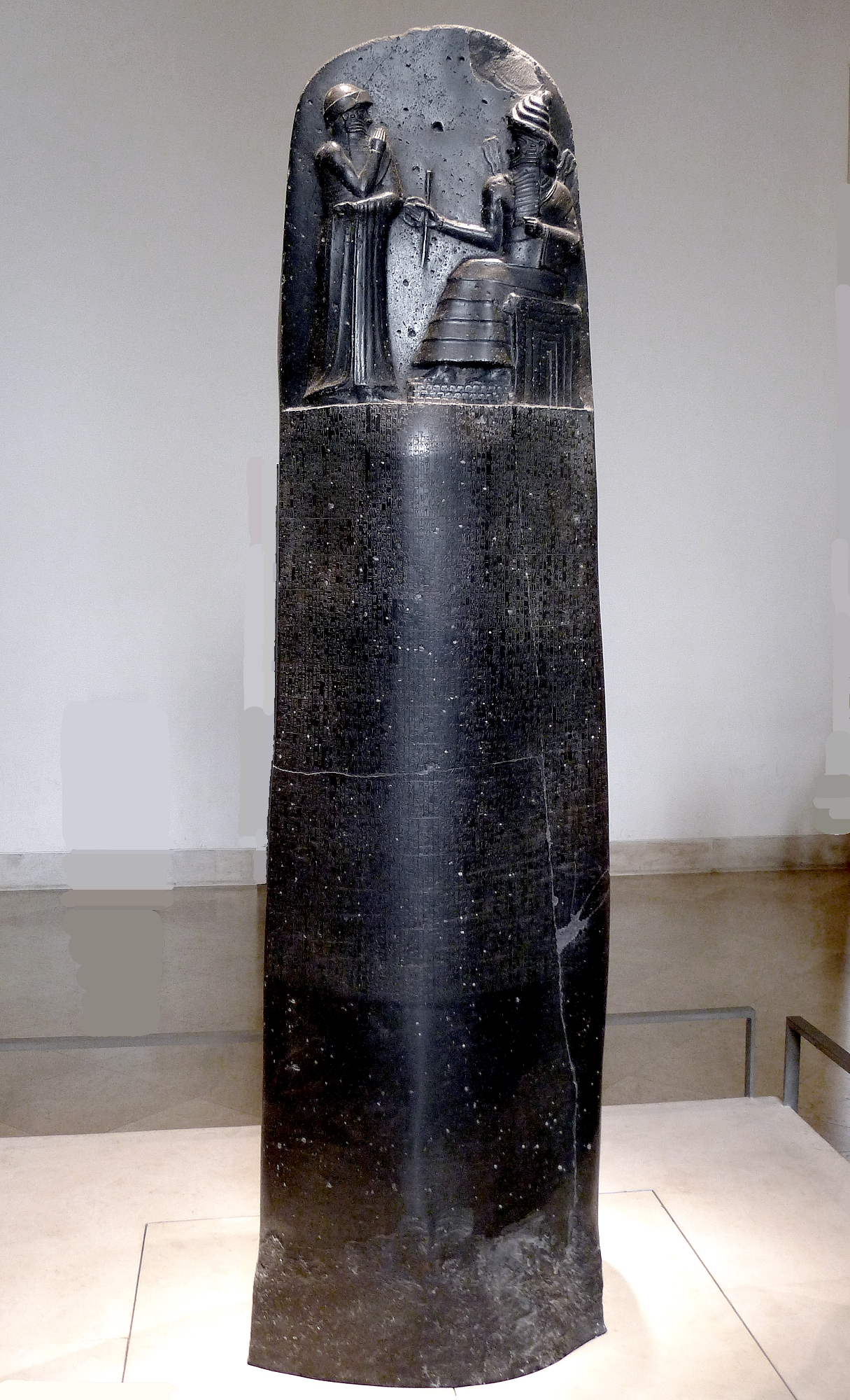
El Código de Hammurabi, creado alrededor del 1750 a.C., es uno de los primeros conjuntos de leyes escritas. Contiene 282 leyes que regulan aspectos como el comercio, el matrimonio y el castigo de delitos. Basado en la ley del Talión ("ojo por ojo"), también introduce la presunción de inocencia, un principio fundamental del derecho moderno.

Los mesopotámicos escribían los signos cuneiformes mediante cuñas sobre tablillas casi siempre de arcilla (muy pocos grabados en metal), que se guardaban en primitivas bibliotecas, escrupulosamente organizadas, para el aprendizaje de futuros escribas. Estas bibliotecas pertenecían a la escuela de cada ciudad; a veces, a colecciones particulares.
Las tablillas estaban escritas en columnas (variantes en número), que indicaban:
- la serie y el número de la tablilla en esa serie, para su correcta catalogación;
- el texto;
- colofón, que contiene a su vez la primera línea de la siguiente tablilla, el propietario de la tablilla, el año de reinado del soberano correspondiente, en ocasiones los títulos del mismo, la ciudad de la escuela y el nombre del escriba y raramente, el autor.

### Jeroglíficos egipcios
La escritura fue muy importante para mantener la cohesión del Estado egipcio. La alfabetización se concentraba en una élite educada de escribas. Ser escriba era la aspiración de cualquier egipcio de ascendencia humilde. El sistema jeroglífico fue siempre difícil de aprender y, en el transcurso de los siglos, se complicó aún más al aumentar el número de signos jeroglíficos, hasta unos pocos centenares.

### Escrituras elamitas
La escritura protoelamita ha comenzado a ser descifrada. Surge hacia el 3200 a. C. y evoluciona a un elamita lineal hacia el III milenio, siendo más tarde reemplazado por el elamita cuneiforme tomado del acadio.[cita requerida]

### Escritura harapense de la India

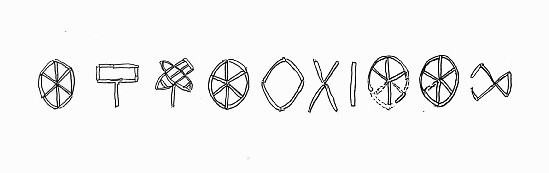
Secuencia de diez signos indos descubiertos cerca de la puerta norte del sitio arqueológico indo Dholavira.

La escritura del Indo de la Edad del Bronce Media, que data realmente del principio de la fase de Harappa hacia el 3000 a. C., aún no ha sido descifrada.No está claro si debería de considerarse como un ejemplo de protoescritura (un sistema de símbolos o algo parecido) o si es una escritura de tipo logográfico-silábico de otros sistemas de escritura de la Edad del Bronce.

### Escritura china
En China, los historiadores han hallado mucha información sobre las primeras dinastías chinas a partir de los documentos escritos que han perdurado. La mayor parte de los escritos de la dinastía shang han quedado en forma de huesos o accesorios de bronce. Las muescas sobre caparazones de tortuga o jiaguwen han sido datadas por medio de la prueba del carbono hacia el 1500 a. C. Los historiadores se han dado cuenta de que el tipo de medio utilizado tenía un efecto sobre lo que se quería documentar y el modo en que se empleaba.
Ha habido recientes descubrimientos de muescas sobre caparazones de tortuga del 6000 a. C., como la escritura de Jiahu y la escritura de Banpo, pero existe polémica sobre si estas muescas poseen suficiente complejidad como para ser consideradas un sistema de escritura. Si se afirma que es un idioma escrito, la escritura en China antecedería a la escritura cuneiforme mesopotámica, la cual hace tiempo que se reconoce como la primera aparición de la escritura, en unos 2000 años. Sin embargo, parece más probable que las inscripciones sean más bien una forma de protoescritura similar a la escritura Vinča contemporánea en Europa. Las muestras irrefutables de escritura en China son de alrededor del 1600 a. C.

### Escrituras anatolias
En Anatolia se desarrolló un sistema jeroglífico propio, usado en Anatolia occidental que aparece por vez primera en los sellos reales de Luwia alrededor del siglo XX a. C., que se usaban para registrar el luvita jeroglífico. Este sistema evolucionó después a un sistema cuneiforme no jeroglífico usado para la mayor parte de textos en idioma luvita y en idioma hitita.

### Escrituras cretenses
Los jeroglíficos cretenses se encuentran en objetos de la Creta minoica (de principios a mediados del II milenio a. C.). La escritura lineal B ya ha sido descifrada, al contrario de lo que ocurre con la lineal A.

### Primeros alfabetos semíticos
Los primeros alfabetos puros (más "abyads", que emparejan un único símbolo a cada fonema, pero no siempre un solo fonema a un único símbolo) surgieron hacia el 1800 a. C. en el antiguo Egipto como una representación del idioma desarrollado por los obreros semíticos de Egipto, pero ya por entonces había una ligera probabilidad de que los principios del alfabeto se incorporaran a los jeroglíficos egipcios. Estos primeros abyads tuvieron poca importancia durante varios siglos y solo a finales de la Edad del Bronce la escritura protosinaítica se divide en el alfabeto protocananeo (hacia el 1400 a. C.), el silabario de Byblos y el alfabeto ugarítico (hacia el 1300 a. C.).

## La Edad del Hierro y el auge de la escritura alfabética
La invención del alfabeto no fue un episodio repentino, sino el resultado de todo un largo proceso. El primer modelo de alfabeto, el ugarítico, ignoraba las vocales. El alfabeto fenicio sólo presentaba consonantes, y es el alfabeto protocananeo en la forma en que se prolongó hasta la Edad del Hierro (tomada de la fecha umbral 1050 a. C.). Este alfabeto dio origen al alfabeto arameo, alfabeto hebreo y al alfabeto griego. Los alfabetos ibérico y tartesio tienen algunos grafemas tomados del alfabeto fenicio.
El alfabeto griego, adaptado del fenicio, dio lugar en el Mediterráneo al alfabeto etrusco y a varios otros alfabetos protoitálicos (incluso el alfabeto latino) en el siglo VIII a. C. El alfabeto griego es el que introduce por primera vez signos vocálicos. (Dieron el último paso, pues separaron vocales de consonantes y las escribieron por separado). Las versiones primitivas de alfabeto griego dieron lugar a varios alfabetos anatolios y escrituras empleadas en lenguas paleobalcánicas. Las escrituras bráhmicas de India tuvieron un probable origen a través de los contactos arameos desde el siglo V a. C. Los alfabetos latino y griego a principios de la Era Común dieron pie a distintas escrituras europeas, como las runas, el alfabeto gótico y el alfabeto cirílico, mientras que el alfabeto arameo originó los abyads hebreo, sirio y árabe, y el alfabeto sudarábigo originó el alfabeto ge'ez.

## Escritura precolombina mesoamericana

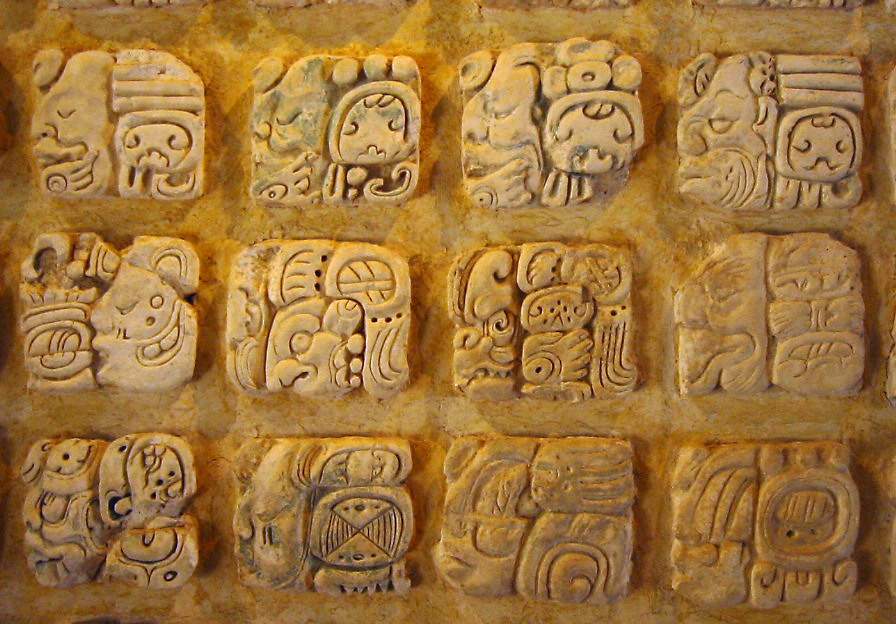
Glifos mayas en estuco. Museo de Sitio de la zona arqueológica de Palenque (México).

En Mesoamérica se desarrollaron sistemas de escritura para las lenguas indígenas de América, antes de la llegada de los europeos. Aunque se ha dicho que estas escrituras tenían un carácter pictográfico o nemotécnico, desciframientos realizados en la segunda mitad del siglo XX han probado que varias escrituras precolombinas eran sistemas fonológicos completos para representar un idioma arbitrario a partir de su pronunciación.
La civilización olmeca fue la primera en usar la escritura el primer documento considerado escritura data del 900 a. C. Se documenta la escritura zapoteca hacia el siglo VI a. C. escrita en presumible protozapoteco y, poco después, la escritura epiolmeca, inscripciones escritas, al parecer, en una lengua mixe-zoque. Este sistema fue reelaborado y modificado para dar indirecto lugar a la escritura maya (desde el 250 a. C.) y a los sistemas de notación de los códices mixtecas y códices aztecas.

## Otras escrituras

### Isla de Pascua

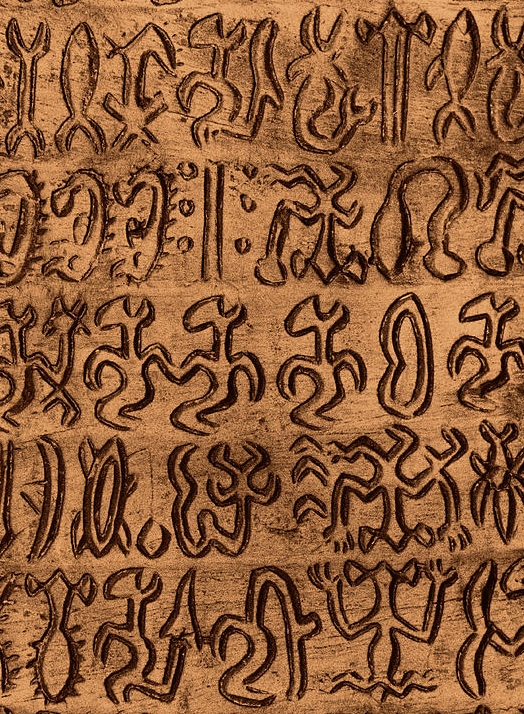
Símbolos rongo rongo sobre soporte de madera.

Existen otras zonas del planeta donde había escritura. En la isla de Pascua, encontraron escrituras en rongorongo, que es un sistema de escritura indescifrado que tiene un origen independiente del resto del planeta, con un desarrollo autóctono.
El sistema tiene centenares de signos por lo que se ha especulado que pueda contener algún tipo de sistema alfabético. El conocimiento de la interpretación de los signos se perdió y ni los modernos hablantes de rapanui, la lengua autóctona de la isla de Pascua, saben cómo leer o interpretar los signos del rongorongo.

### América del Norte (Edad Moderna y Contemporánea)
El contacto con pueblos europeos, estimuló la creación de numerosos sistemas de escritura originales en América del Norte y en África, muchos de esos sistemas eran independientes del alfabeto latino, pero sus creadores se inspiraron en la idea que comprendieron al ver el uso del alfabeto latino por parte de los colonizadores occidentales. Por ejemplo el jefe cheroqui Sequoyah desarrolló un silabario propio:
| VocalesConsonantes | a [a]~[ə]               | e [e]~[ɛ]     | i [i]~[ɪ]     | o [o]~[ɔ] | u [u]~[ʊ] | v [ə̃]  |
| ------------------ | ----------------------- | ------------- | ------------- | --------- | --------- | ------ |
| —                  | Ꭰꭰ a                    | Ꭱꭱ e          | Ꭲꭲ i          | Ꭳꭳ o      | Ꭴꭴ u      | Ꭵꭵ v   |
| g [ɡ]              | Ꭶꭶ ga • Ꭷꭷ ka           | Ꭸꭸ ge         | Ꭹꭹ gi         | Ꭺꭺ go     | Ꭻꭻ gu     | Ꭼꭼ gv  |
| h [h]              | Ꭽꭽ ha                   | Ꭾꭾ he         | Ꭿꭿ hi         | Ꮀꮀ ho     | Ꮁꮁ hu     | Ꮂꮂ hv  |
| l [l]              | Ꮃꮃ la                   | Ꮄꮄ le         | Ꮅꮅ li         | Ꮆꮆ lo     | Ꮇꮇ lu     | Ꮈꮈ lv  |
| m [m]              | Ꮉꮉ ma                   | Ꮊꮊ me         | Ꮋꮋ mi         | Ꮌꮌ mo     | Ꮍꮍ mu     |        |
| n [n]              | Ꮎꮎ na • Ꮐꮐ nah • Ꮏꮏ hna | Ꮑꮑ ne         | Ꮒꮒ ni         | Ꮓꮓ no     | Ꮔꮔ nu     | Ꮕꮕ nv  |
| qu [kʰw]           | Ꮖꮖ qua                  | Ꮗꮗ que        | Ꮘꮘ qui        | Ꮙꮙ quo    | Ꮚꮚ quu    | Ꮛꮛ quv |
| s [s]              | Ꮝꮝ s • Ꮜꮜ sa            | Ꮞꮞ se         | Ꮟꮟ si         | Ꮠꮠ so     | Ꮡꮡ su     | Ꮢꮢ sv  |
| d/t [d]/[t]        | Ꮣꮣ da • Ꮤꮤ ta           | Ꮥꮥ de • Ꮦꮦ te | Ꮧꮧ di • Ꮨꮨ ti | Ꮩꮩ do     | Ꮪꮪ du     | Ꮫꮫ dv  |
| tl [t͡ɬ]            | Ꮬꮬ dla • Ꮭꮭ tla         | Ꮮꮮ tle        | Ꮯꮯ tli        | Ꮰꮰ tlo    | Ꮱꮱ tlu    | Ꮲꮲ tlv |
| ts [t͡s]~[d͡ʒ]       | Ꮳꮳ tsa                  | Ꮴꮴ tse        | Ꮵꮵ tsi        | Ꮶꮶ tso    | Ꮷꮷ tsu    | Ꮸꮸ tsv |
| w [ɰ]              | Ꮹꮹ wa                   | Ꮺꮺ we         | Ꮻꮻ wi         | Ꮼꮼ wo     | Ꮽꮽ wu     | Ꮾꮾ wv  |
| y [j]              | Ꮿꮿ ya                   | Ᏸᏸ ye         | Ᏹᏹ yi         | Ᏺᏺ yo     | Ᏻᏻ yu     | Ᏼᏼ yv  |

Algunos signos recuerdan formas del alfabeto latino, pero Sequoyah sólo usó esas formas, atribuyéndoles sonidos independientes de los que tenían en alfabeto latino. Todo el sistema, al ser un silabario, no se basa en el principio alfabético latino.

### África (Edad Contemporánea)

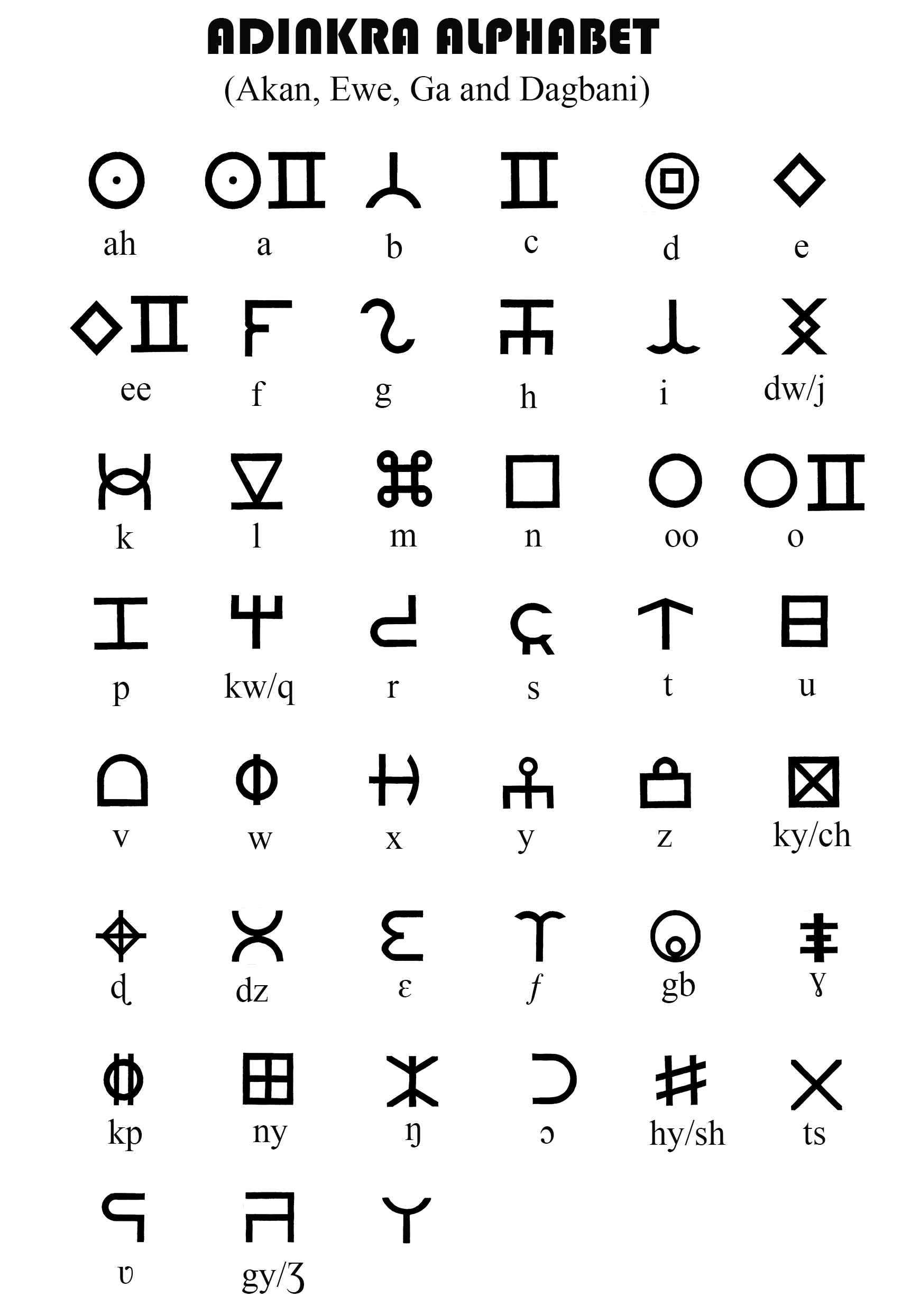
Los 45 caracteres del alfabeto Adinkra

En África se desarrolló una gran cantidad de silabarios y alfabetos a partir del contacto con los europeos. Entre ellos está el silabario vai, los alfabetos adinkra, osmanya, borama, kaddare o la escritura luo.
Por ejemplo, el adinkra es un conjunto de símbolos desarrollados por los akan, utilizado para representar conceptos y aforismos. La tradición oral atribuye el origen del adinkra a Gyaman en los actuales Ghana y Costa de Marfil. Según Kwame Anthony Appiah, eran uno de los medios para "apoyar la transmisión de un cuerpo complejo y matizado de práctica y creencia".

## Escritura e historia
Los historiadores hacen una distinción entre la prehistoria y la historia, siendo esta última definida por la presencia de fuentes escritas autóctonas. La aparición de la escritura en un lugar determinado viene a menudo seguido de siglos de inscripciones fragmentadas que no pueden quedar incluidas en el periodo "histórico", y solo la presencia de textos coherentes marca la "historicidad". En las primeras sociedades alfabetizadas pasaron no menos de 600 años desde las primeras inscripciones hasta las fuentes textuales coherentes (del 3200 al 2600 a. C.). En el caso de Italia, pasaron 500 años desde el primer alfabeto protoitálico hasta Plauto (del 750 al 250 a. C.), y en el caso de los pueblos germánicos existe un lapso similar desde las inscripciones del Elder Futhark hasta los textos como el Abrogans (del 200 al 750).